# Janusz Smaza
Janusz Stefan Smaza (ur. 26 września 1956 w Wadowicach) – polski konserwator dzieł sztuki, wykładowca akademicki, profesor doktor habilitowany, specjalista od konserwacji kamienia, pracownik Akademii Sztuk Pięknych w Warszawie.

## Życiorys
Jest absolwentem Szkoły Kenara. W 1984 ukończył studia w Akademii Sztuk Pięknych w Warszawie. Od 1984 pracuje na macierzystej uczelni Tam w 1993 uzyskał stopień doktora. W latach 1993–2000 był kierownikiem Katedry Konserwacji i Restauracji Rzeźby Kamiennej i Elementów Architektury, w latach 2000–2014 kierownikiem Pracowni Technologii Konserwatorskiej i Inwentaryzacji, od 2014 kierownikiem Pracowni Konserwacji i Restauracji Rzeźby Gipsowej i Sztukaterii na Wydziale Konserwacji i Restauracji Dzieł Sztuki. W 2014 uzyskał stopień doktora habilitowanego, w 2021 tytuł profesora w dziedzinie sztuki.
Prowadził prace m.in. na Cmentarzu Obrońców Lwowa, w kolegiacie św. Wawrzyńca w Żółkwi, kościele pw. św. Mikołaja w Kamieńcu Podolskim. W latach 1995–2003 kierował grupą konserwatorów, która w ramach działalności Stowarzyszenia Wspólnota Polska dokonała rozpoznania, zabezpieczenia, konserwacji, lub restauracji zachowawczej kresowych zabytków.
Wybrane obiekty wyremontowane pod kierownictwem prof. Smazy
- Pomnika Ofiar Kosaczowa na cmentarzu w Kołomyii
- Nagrobka Stanisława Moniuszki – żołnierza, powstańca styczniowego na cmentarzu w Gwoźdżcu
- Nagrobka Dominika Magnuszewskiego w Gwoźdźcu
- Pomnika Adama Mickiewicza w Truskawcu
- Nagrobka Romana Wybranowskiego we wsi Stare Sioło
- w Rafajłowej Pomnika Żołnierzy II Brygady Legionów, poległych w 1915
- Symbolicznego nagrobka Józefa Dwernickiego we Lwowie
- Pomnika Adama Mickiewicza w Dobromilu
- Pomnik Adama Mickiewicza w Zbarażu
- Nagrobek Ks. Zygmunta Lewickiego w Wilnie[8]
- Nagrobek Kazimierza Malanowicza na Cmentarzu Antokolskim w Wilnie[9]

W 2013 powierzono mu prace przy nagrobku polskich artystów na cmentarzu Campo Verano.

## Nagrody i Odznaczenia
- Srebrny Krzyż Zasługi (2004)[11]
- Srebrny Medal „Zasłużony Kulturze Gloria Artis” (2007)[12].
- Order Świętego Sylwestra
- Nagroda im. ks. Janusza Stanisława Pasierba „Conservator Ecclesiae” (2007)[13]
- Krzyż Oficerski Orderu Odrodzenia Polski (2015)[14][15].
- Nagroda „Przeglądu Wschodniego” im. Aleksandra Gieysztora (2015)[16]
- Nagroda Kustosz Pamięci Narodowej (2016)[17]
- Tytuł Przyjaciel Zakonu Paulinów (2017)[18]
- Złoty Medal „Zasłużony Kulturze Gloria Artis” (2017)[19]